# Недетские гонки
«Недетские гонки» (англ. RC Cars) — компьютерная игра в жанре гонок на радиоуправляемых автомобилях, разработанная российской студией Creat Studio и выпущенная компанией 1С в 2002 году. Игра получила смешанные отзывы критиков.

## Игровой процесс
«Недетские гонки» представляют собой симулятор гонок на радиуправляемых автомобилях. В игре присутствует три режима: разовый заезд, «гонка с тенью» и чемпионат.
Изначально игроку доступна одна машинка и три трассы на выбор. Занимая призовые места в гонках, игрок будет зарабатывать внутриигровую валюту, которую может потратить на разблокировку новых трасс и машин, либо на кастомизацию имеющихся болидов — замену колёс, ускорителей, двигателей и различных улучшений. Кроме того, для участия во всех трассах, кроме одной, нужно заплатить стартовый взнос и удовлетворять некоторым требованиям: так, для участия в последней трассе необходимо занять первое место во всех предыдущих. В случае, если игроку не хватает денег на участие в заезде, он может вернуться на первую трассу или продать часть запчастей. Всего в игре десять трасс и три машинки. Автомобили различаются между собой управляемостью, скоростью и весом. Стартовый болид представляет собой сбалансированный автомобиль; один из разблокируемых лучше едет на пересечённой местности, но может развить меньшую скорость; а другой, наоборот, быстро едет по прямой, но с трудом преодолевает препятствия.
Трассы в «Недетских гонках» представляют собой не строгий маршрут, а череду контрольных точек, заехать на которые можно с разных сторон. Игра отображает рекомендованную траекторию проезда до контрольных точек, однако она неоптимальна и на ней не всегда возможно удержаться. Проезд осложняется большим количеством препятствий, которые можно не только объезжать, но и перепрыгивать. На каждой трассе действуют уникальные условия гонок: так, при гонке по военной базе игрокам придётся уворачиваться от выстрелов военных, а на пляже отдыхающие могут взять автомобиль и бросить его в воду. Также на трассах расставлены интерактивные предметы, например, банки или мячики, за снос которых присуждаются очки, которые также конвертируются в деньги. В случае, если машинка игрока вылетела с трассы, она возвращается на последнюю контрольную точку. Модель повреждений в игре отсутствует.
Игра поддерживает многопользовательский режим до шести игроков, а также одновременную игру двух игроков на одном компьютере через сплит-скрин.

## Разработка и выпуск
«Недетские гонки» стала дебютной игрой санкт-петербургской студии Creat Studio, ранее занимавшейся созданием видеороликов для игр сторонних компаний. По словам продюсера студии Михаила «Завхоза» Фёдорова, к моменту разработки игры у студии был в распоряжении физический движок, позволявший создать автосимулятор с релистичной подвеской, и команда стала думать, как его можно применить. Изначально разработчики планировали выпустить симулятор гонок по бездорожью вроде Bigfoot, однако поняли, что это не позволит создать по-настоящему динамичную игру, и концепт игры был изменён в пользу радиоуправляемых машинок, «которые удачно совмещают высокие скорости и пересечённую местность». Команда остановилась на этом концепте, поскольку он позволил не только использовать готовый движок, но и в полной мере задействовать художников и аниматоров студии. Также при разработке игры был использован внутренний плагин студии для 3ds Max, разработанный для создания человеческих волос — в игре с помощью него сделаны антенны автомобилей. Рабочим названием проекта было «Машинки». В качестве сундтрека были использованы композиции групп «Мастер» и «Deadушки».
Издателем игры выступила компания «1С». На английском языке игра распространялась под названием RC Cars. В 2003 году игра была портирована на PlayStation 2 компанией Metro3D под названием Smash Cars. В США ПК-версия игры была выпущена после версии для PS2, издателем выступила компания Whiptail Interactive. В Японии локализацией и дистрибуцией игры на PS2 занималась компания Psikyo; японская версия игры получила название Buggy Grand Prix: Kattobi! Dai-Sakusen (яп. バギーグランプリ 〜かっとび！大作戦〜). В 2009 году Smash Cars стала доступна на PlayStation 3 через PlayStation Network, а в 2011 году — в Steam.

## Награды и критика
| Сводный рейтинг       | Сводный рейтинг                          |
| Агрегатор             | Оценка                                   |
| --------------------- | ---------------------------------------- |
| GameRankings          | 71,50 % (PC) 65,68 % (PS2) 61,55 % (PS3) |
| Metacritic            | 65/100 (PC) 67/100 (PS2) 61/100 (PS3)    |
| Русскоязычные издания |                                          |
| Издание               | Оценка                                   |
| Absolute Games        | 60 %                                     |
| Game.EXE              | 4,6/5                                    |
| «Игромания»           | 8/10                                     |
| «НИМ»                 | 8/10                                     |
| «Страна игр»          | 7,5/10                                   |
| CGW                   | [ 6 ]                                    |

Игра получила смешанные отзывы критиков. Рецензенты отмечали сложность игры и высказывали мнение, что в игру гораздо вселее играть в многопользовательском режиме.
Графика получила смешанные отзывы критиков. Так, Михаил «Redguard» Калинченков в рецензии для Absolute Games посчитал визуальную проработку машин хорошей, но написал, что «антураж [трасс] явно заслуживает большей проработки». Многие рецензенты отмечали, что у игры слишком высокие требования для той графики, которую она выдаёт